# University of California Press

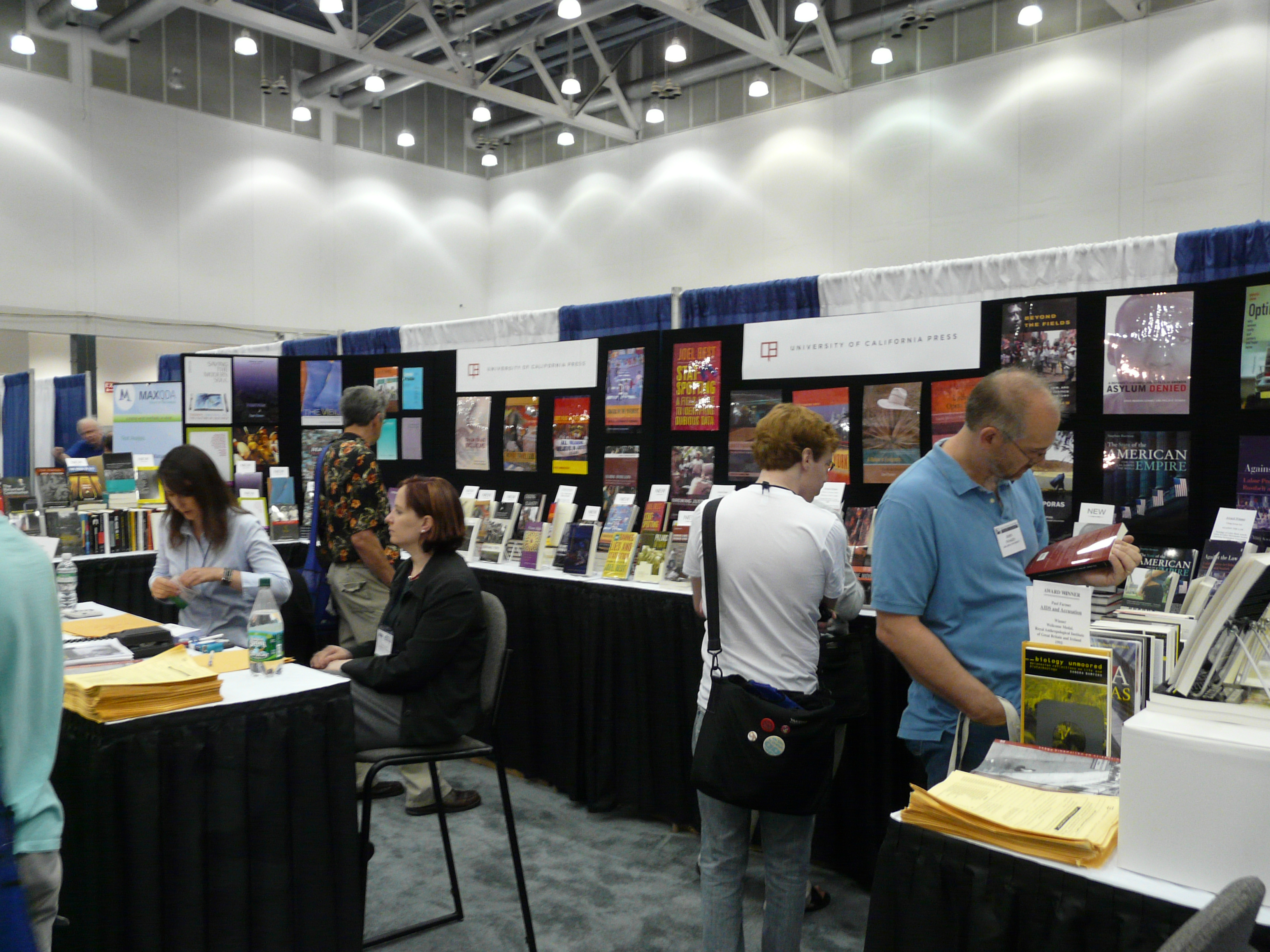
Boekenstand op de ASA conferentie, 2008

University of California Press (UC Press) is een Amerikaanse universiteitsuitgeverij, geaffilieerd met de Universiteit van Californië. De uitgeverij werd in 1893 opgericht om de werken van wetenschappers aan de universiteit uit te geven. De uitgeverij is gevestigd in Berkeley (Californië), een stratenblok ten westen van de universiteitscampus.
De uitgeverij publiceert werken in de volgende vakgebieden: antropologie, kunst, Californië en het Westen, klassieke studiën, film, voeding en wijn, globale zaken, geschiedenis, literatuur en poëzie, muziek, natuurwetenschappen, gezondheidszorg, religie en sociologie. Daarnaast zorgt UC Press voor de distributie van boeken uitgegeven door de Huntington Library, Watershed Media en afzonderlijke uitgeversprogramma's binnen de Universiteit van Californië.
De University of California Press beschikt over een afdeling Journals and Digital Publishing die instaat voor meer dan 50 wetenschappelijk tijdschriften of journals, voornamelijk in de mens- en cultuurwetenschappen. Twee bekende tijdschriften van UC Press zijn The Auk en Film Quarterly.